# Твилдиани, Гоча
Го́ча Твилдиа́ни (груз. გოჩა ტვილდიანი; род. 5 апреля 1984 года, Грузинская ССР) — грузинский футболист, нападающий клуба «Мцхета».

## Клубная карьера
До 2011 года Твилдиани играл за «Адели» из Батуми. В 2011 году игрок бесплатно перешёл в литовский «Шяуляй». Дебютировал 12 апреля 2011 года в матче против «Атлантаса» из Клайпеды. В августе 2011 года забил курьёзный гол в ворота «ФБК Каунаса», который привлёк внимание спортивных СМИ: вратарь соперника Лауринас Вертелис, пытаясь передать мяч партнеру, неуклюже поднял его в воздух, и Твилдиани сумел переправить мяч в пустые ворота ударом через себя.
По окончании сезона покинул литовский клуб, итого сыграв 23 матча, забив 2 гола. Впоследствии играл за полупрофессиональные грузинские клубы. На 2022 год — игрок и капитан «Мцхеты» из одноимённого города.